# Tasmanipatus anophthalmus
Tasmanipatus anophthalmus é uma espécie de invertebrado da família Peripatopsidae.
É endémica da Austrália.